# Аусма Кантане
Аусма Ка́нтане (латис. Ausma Kantāne); 10 листопада 1941, Рига — 29 травня 2022, там само) — радянська і латвійська акторка та політик, Народна артистка Латвійської РСР (1990).

## Життєпис
Народилася 10 листопада 1941 року у Ризі в родині робітників.
Закінчила Ризьку 1-ю середню школу (1960) і театральний факультет Латвійської державної консерваторії ім. Я. Вітола (1963).
У 1963—2022 роках акторка Державного академічного художнього театру ім. Я. Райніса (Театр Дайлес).
Знімалася на Ризькій кіностудії. Дебютувала у стрічці режисера Гунара Пієсіса «Дякую за весну» (1961).
У шлюбі з латвійським поетом Імантом Зієдонісом.
2002 року брала участь у заснуванні політичної партії Новий час. У 2002—2006 роках депутат Сейму Латвії 8-го скликання. У 2006—2010 роках депутат Сейму Латвії 9-го скликання.
Аусма Зієдоне-Кантане померла 29 травня 2022 року у Ризі в 80-річному віці.

## Фільмографія
| Рік  |   | Українська назва             | Оригінальна назва    | Роль          |
| ---- | - | ---------------------------- | -------------------- | ------------- |
| 1961 | ф | Дякую за весну               | Kārkli pelēkie zied  | Лія           |
| 1964 | ф | Капітан Нуль                 | Kapteinis Nulle      | Сабіна        |
| 1967 | ф | Берег надії                  | Берег надежды        | Лінда Шервуд  |
| 1971 | ф | Відлуння минулого            | Pagātnes atskaņas    | Гертруда      |
| 1971 | ф | Тростинний ліс               | Meldru mežs          | Яніна         |
| 1971 | ф | Спадкоємці військової дороги | Kara ceļa mantinieki | Лайла         |
| 1974 | ф | Морські ворота               | Jūras vārtil         | Айна          |
| 1986 | ф | Двійник                      | Dubultnieks          | справжня мати |

## Ролі у театрі
Театр «Дайлес»
- 1965 — «По дорозі китів» (Ґунарс Пріеде) — Інга
- 1965 — «Вогонь і ніч» (Райніс) — Спідола
- 1966 — «Знімається кіно» (Эдвард Радзинський) — Аня
- 1967 — «Мотоцикл» (за творами Іманта Зієдоніса) — Листоноша
- 1968 — «Як ділити Золоту богиню?» (Паулс Путніньш) — Луїза
- 1969 — «Жайворонок» (Жан Ануй) — Жанна
- 1969 — «Ідиот» (за романом Ф. Достоєвського) — Аглая
- 1970 — «Lauzīsim galvas dotajā virzienā!» — Жанна
- 1973 — «Коротке напучення в коханні» (Рудольф Блауманіс) — Ілза
- 1974 — «Варвари» (Максим Горький) — Анна Федорівна
- 1975 — «Бранд» (Генрік Ібсен) — Агнеса
- 1979 — «Вдови» (А. Кертес) — Анна
- 1986 — «Жінки, жінки…» (К. Буз) — Сільвія
- 1987 — «Жевріючий і темно-блакитний» (Петеріс Петерсонс) — Дана
- 1987 — «Танець смерті» (Август Стріндберг) — Аліса
- 1988 — «Дама на світанку» (Алехандро Касона) — Мати
- 1989 — «Гріхи Тріни» (Рудольф Блауманіс) — Рембенієте
- 1990 — «Золотий кінь» (Райніс) — Чорна мати
- 1992 — «Віяло леді Віндермір» (Оскар Вайлд) — Ерлін
- 1993 — «Лисички» (Ліліан Геллман) — Берді Габард
- 1993 — «Єста Берлінг» (за романом С. Лагерлеф «Сага про Єсту Берлінга») — Майориха
- 1994 — «Сталеві магнолії» (Роберт Харлінг) — Меліна
- 1996 — «Позичте тенора!» (Кен Людвиг) — Марія
- 1996 — «Небезпечні зв'язки» (Крістофер Гемптон, за романом Шодерло де Лакло) — Маркіза де Мертей
- 1998 — «Майстер-клас» (Т. Макнеллі) — Марія Каллас
- 1999 — «Парубки села Замшелого» (Андрейс Упітс) — Циганка
- 2000 — «Одруження» (М. Гоголь) — Арина Пантелеймонівна

Театр Кабата
- 1991 — «Месниця» (Аспазія) — Сідонія

## Нагороди та відзнаки
- 1976 — Заслужена артистка Латвійської РСР
- 1990 — Народна артистка Латвійської РСР
- 2017 — Орден Трьох зірок третього ступеня